# 阿科萊橋上的波拿巴
《阿爾科萊橋上的波拿巴》（法語：Bonaparte au Pont d’Arcole）是由法國畫家安東萬-尚·葛羅於1796年創作的畫作，展現了拿破崙·波拿巴在1796年11月爆發的阿爾科萊戰役中指揮戰鬥的場景。
這幅畫展示了拿破崙的四分之三的身體，他站在阿爾科萊橋上，左手握著法軍意大利軍團的旗桿，右手握著劍——刀刃上刻有銘文：波拿巴，意大利軍團。他身著深藍色長褲、法蘭西第一共和國的將軍大衣，以及金色刺繡的紅色領子。在其下，他穿著一件白襯衫和一條黑色的圍巾。他還戴著鑲有金色流蘇的三色腰帶，空刀鞘上接有方形扣帶。陰沈的背景暗示了進行的戰鬥，左邊有幾所房子，與河接壤的土地被漆成深色。

## 相關書籍
- （法文） Jean-Baptiste Delestre Gros et ses ouvrages éd. Jules Labitte 1845
- （法文） Raymond Escholier Gros ses amis et ses élèves - 1936, éd. Floury Paris 1936  - pp. 1 à 4, plate 1 (Louvre sketch)
- （法文） David O Brien Antoine Jean Gros, peintre de Napoléon Gallimard 2006 - ISBN 2-07-011786-3 - chapter 1, une formation en Italie pp.31-40